# Elanus leucurus
Elanus leucurus е вид птица от семейство Ястребови (Accipitridae).

## Разпространение
Видът е разпространен в Аржентина, Аруба, Белиз, Боливия, Бразилия, Венецуела, Гватемала, Гвиана, Еквадор, Канада, Колумбия, Коста Рика, Мексико, Никарагуа, Панама, Парагвай, Салвадор, Суринам, САЩ, Тринидад и Тобаго, Уругвай, Хондурас и Чили.